# A szokásos hátborzongató kora reggeli ordítás
A szokásos hátborzongató kora reggeli ordítás egy 2005-ös Isten Háta Mögött stúdiólemez. Az album címe utalás Douglas Adams Az élet, a világmindenség, meg minden című regényének első sorára. Az újrakevert kiadás 2009-ben jelent meg Az első két lemez címmel.

## Az album dalai
1. Tömeges vektor bozon kultúre
2. A "Földdel egyenlőve"-tétel
3. Tavaszi nemződüh
4. Méltán
5. Kéjgáz
6. Kanyarodási ceremónia
7. Hízó
8. Az orionaranyadért

## Közreműködők
- Pálinkás Tamás – ének, gitár
- Bokros Csaba – gitár
- Győrfi István – basszusgitár
- Hortobágyi László – dob